# Квинкватрия
Квинкватрия или също Квинкватрус (на латински: Quinquatria, Quinquatrus, Quinquatrus maiores) е фестивал, празник в Древен Рим на 19 март в чест на богинята Минерва на хълм Авентин. Празникът по-късно продължил до Гладиаторските борби, пет дена до 23 март.